# Хоцянув (гміна)
Гміна Хоцянув (пол. Gmina Chocianów) — місько-сільська гміна у південно-західній Польщі. Належить до Польковицького повіту Нижньосілезького воєводства.
Станом на 31 грудня 2011 у гміні проживало 13115 осіб.

## Площа
Згідно з даними за 2007 рік площа гміни становила 230.27 км², у тому числі:
- орні землі: 42.00%
- ліси: 51.00%

Таким чином, площа гміни становить 29.52% площі повіту.

## Населення
Станом на 31 грудня 2011:
| Опис     | Загалом | Загалом | Чоловіки | Чоловіки | Жінки | Жінки |
| -------- | ------- | ------- | -------- | -------- | ----- | ----- |
| одиниця  | осіб    | %       | осіб     | %        | осіб  | %     |
| все      | 13115   | 100     | 6495     | 49.52    | 6620  | 50.48 |
| міське   | 8297    | 100     | 4043     | 48.73    | 4254  | 51.27 |
| сільське | 4818    | 100     | 2452     | 50.89    | 2366  | 49.11 |

## Сусідні гміни
Гміна Хоцянув межує з такими гмінами: Хойнув, Ґромадка, Любін, Польковіце, Пшемкув, Радваніце.